# Juli Peradejordi i Vergara
Juli Perajordi i Vergara (Barcelona 22 de febrer de 1906 - Barcelona octubre de 1973) va ser un nedador català que va competir durant la dècada de 1920.
Membre del Club Natació Barcelona, fou quatre vegades campió de Catalunya i cinc d'Espanya. El 1924 va prendre part en els Jocs Olímpics de París, on va disputar la prova del 4x200 metres lliures del programa de natació.